# Fjällgårdsexpressen

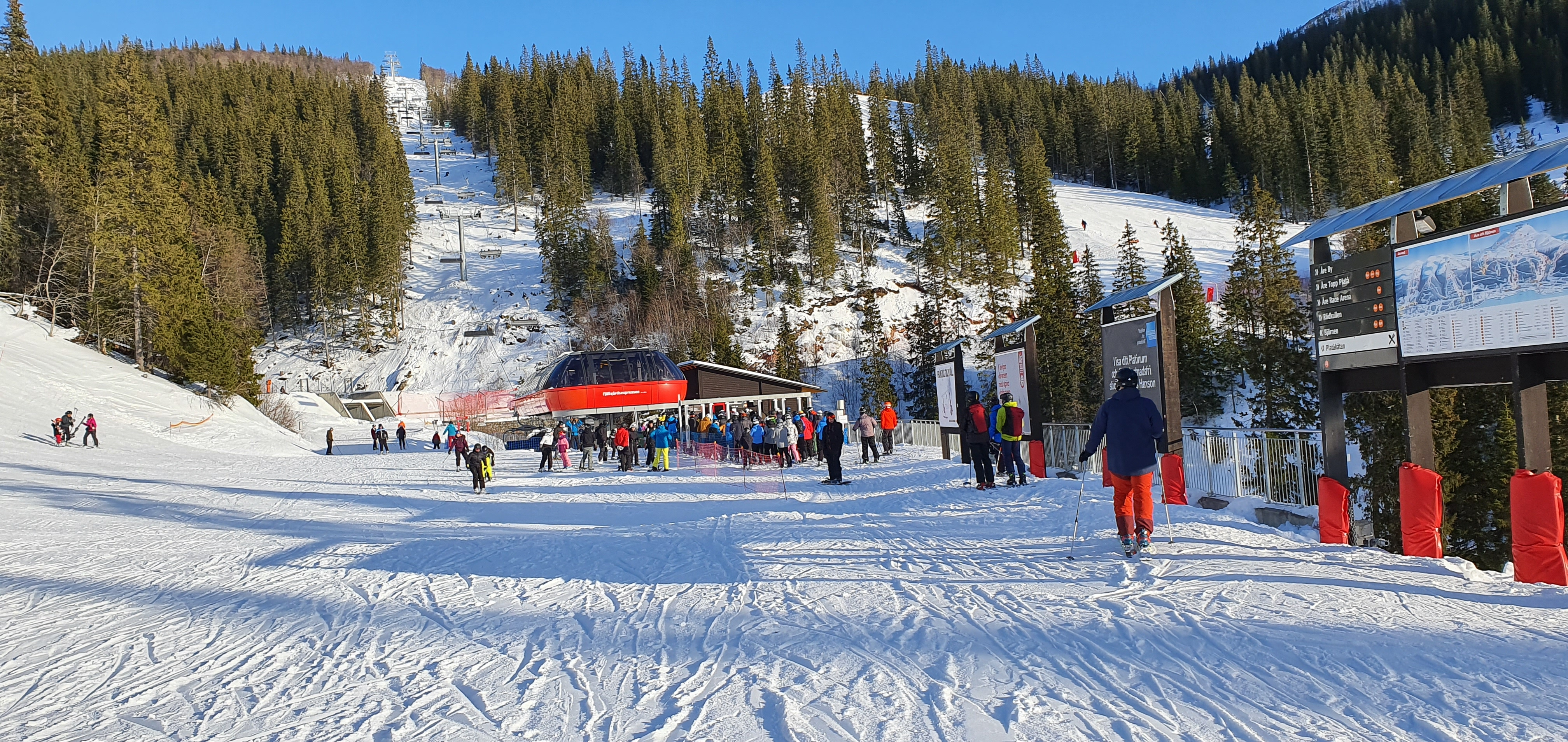
Fjällgårdsexpressen (februari 2020).

Fjällgårdsexpressen är en kopplingsbar sexstolslift i Åre. Den invigdes den 21 december 2013, av handelsminister Ewa Björling och Skistar Åres destinationschef Niclas Sjögren Berg, men öppnades dagen före. Fjällgårdsexpressen sträcker sig från Fjällgårdsplatån (vid Hotell Fjällgården och Bergbanans toppstation) till toppen av nedfarten Bibbos Brant strax nordväst om den gamla ankarliften Tottliftens topp, och är tillverkad/byggd av Leitner Ropeways med systerföretaget Taubane Teknikk. Tottliften kvarstår i sin helhet, och anledningen till att den inte gjordes om till expresslift istället för tillskottet av Fjällgårdsexpressen var främst för att få bort behovet av den flaskhalstrånga transportleden Tottbryggan. (Fram till 2021 var Tottliften öppen endast till första mellanavstiget medan Fjällgårdsexpressen kördes, och ända upp endast när Fjällgårdsexpressen hölls stängd medan Tottliften fortfarande kunde drivas.) 
Under byggåret breddades Bibbos Brant och Susarbacken genom gallring av skog och schaktning. Tillsammans med den samtidigt byggda Sadelexpressen var syftet med dessa två liftar att dels effektivisera transporten mellan Åre By och Åre Björnen, men också skapa en attraktiv utförsåkning även i tillhörande nedfarter – och i övrigt fungera som en "avlastning" till Åre By, speciellt när liftarna i "Högzon" (Åreskutans kalfjäll) står stilla på grund av hård vind eller nedisning.
Fjällgårdsexpressens dalstation är belägen där de historiska curlingbanorna var placerade; curling blev den första rikskända och dominerande aktiviteten i Åre när byn blev en vintersportort i 1910-talets början.

## Historia
2001, som var året innan Åre tillgavs arrangemanget av Alpina VM 2007, uppkom Skistar Åres officiella idé om att bygga en expresslift (sex- eller fyrstols) i denna sträckning. Projektet sköts upp i och med alla de upprustningar som gjordes inför arrangemanget, då istället VM6:an med Hummelliften samt VM8:an blev byggda.
Först efter decennieskiftet och Åres 100-årsjubileum som vintersportort, när det hade blivit en viss turbulens kring den planerade Sadelexpressen från Åre Björnen, projekterades även Fjällgårdsexpressen (då en fyrstols expresslift) på nytt och i oktober 2012 lämnades en gemensam detaljplan/bygglovsansökan in om de båda liftarna. Eftersom det fanns en del erosionskänsliga terränger längs Fjällgårdsexpressens dragning, såsom att exempelvis Åresjön via Susabäcken kunde bli miljöpåverkad, hade Skistar inte uteslutit en mer långdragen diskussion och undersökning med kommun/stat och markägare även om målet var att ha liftarna byggda/klara inför vintersäsongen 2013/14. Vid beviljat bygglov skulle även den mångårigt planerade stolliften i Tegefjäll kunna finansieras och byggas samtidigt (som blev Tegeliften). I ett pressmeddelande den 22 februari 2013 kom beskedet för godkänt bygglov till denna storsatsning, finansierad av Skistar Åre gemensamt med två andra bolag, till en total kostnad på 125 miljoner kronor för själva liftarna (varav 45 för Fjällgårdsexpressen).
På senhösten 2012 började en fast fyrstolslift att prioriteras eftersom förutsättningarna att få plats med en dalstation till en expresslift (plus både liftkö och en flytande transportgenomfart) på den smala Fjällgårdsplatån hade väckt tveksamheter, men medan detaljplanen var inlämnad föreslogs att dels spränga och schakta bort ena hörnet till nedfarten Snobbrännan men också vidare anlägga en stödmur i betong till stationen och köfållan – som öppnade för återinförd expressliftsatsning (först fyrstols men blev till slut sexstols) – vilken byggdes under sommaren 2013, för nästan 5 miljoner kronor, innan liftens dalstation påbörjades.

## Teknisk data
- Längd: 1 037 m
- Max hastighet: 5 m/s
- Max kapacitet: 2 400 personer/timme
- Fallhöjd: 271 m
- Antal stolar: 50 st
- Antal stolpar: 11 st
- Driveffekt: 298 kW